# Giovanni Antonelli (astronomo)
Giovanni Antonelli (Pistoia, 1º ottobre 1818 – Firenze, 14 gennaio 1872) è stato un astronomo e matematico italiano, religioso dell'ordine degli Scolopi.

## Biografia

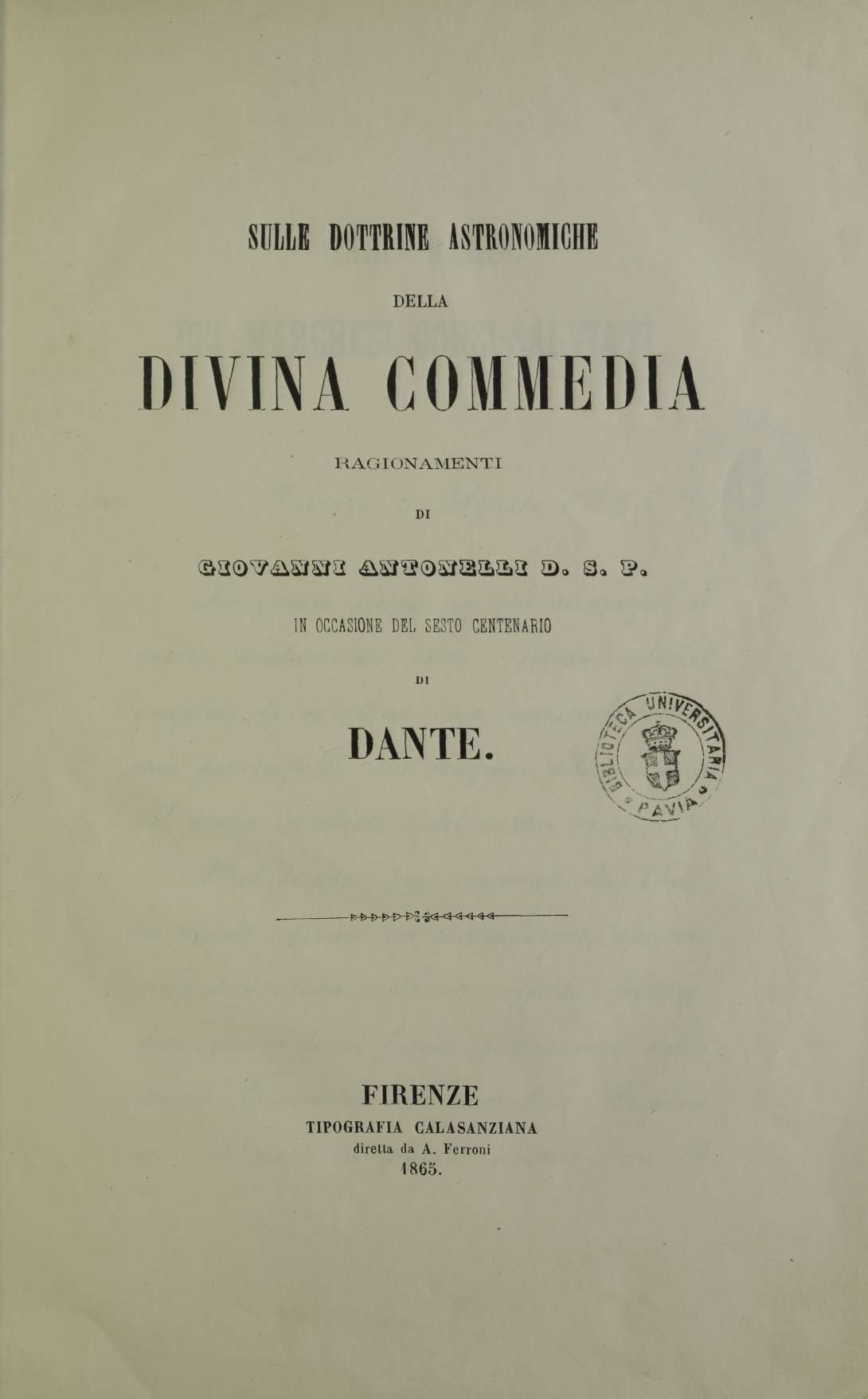
Sulle dottrine astronomiche della Divina Commedia, 1865

Nato a Candeglia, piccola frazione di Pistoia, scolopio, svolse la funzione di padre provinciale delle Scuole Pie in Toscana. Allievo del confratello Giovanni Inghirami, fu chiamato nel 1844 a Firenze per sostituirlo nell'insegnamento della matematica e nella direzione dell'Osservatorio Ximeniano, di cui divenne direttore effettivo nel 1851 sino alla morte. Si occupò di astronomia, di fisica, di ingegneria e si dedicò anche alla progettazione di linee ferroviarie (all'epoca vera novità), dove raggiunse eccellenti risultati, in particolare la linea Firenze-Faenza, la ferrovia tra Lucca e Reggio Emilia e quella tra Sansepolcro e il centro Italia. Revisionò la triangolazione geodetica della Toscana e costruì la carta della diocesi di Pisa. Si occupò inoltre di studi idraulici, inclusi la bonifica del padule di Fucecchio e il miglioramento del regime idraulico del lago di Orbetello.
Nel 1858 venne installato per la prima volta sul campanile del duomo di Firenze un parafulmine, progettato in collaborazione con Filippo Cecchi. Sempre con padre Cecchi collaborò alla realizzazione dei primi prototipi di motore a combustione interna di Eugenio Barsanti e Felice Matteucci, mettendo a disposizione dei due le sue conoscenze.
Morì a Firenze il 14 gennaio 1872.
Padre Giovanni Antonelli ha lasciato diversi scritti: ha trattato argomenti di ingegneria, matematica e idraulica; ha anche redatto Sulle dottrine astronomiche della Divina Commedia (1865), un commento ai passi astronomici della Divina Commedia.

## Opere
- Sulle dottrine astronomiche della Divina Commedia, Firenze, Tipografia Calasanziana, 1865.

## Archivio
Il fondo comprende il carteggio e gli appunti scientifici di Giovanni Antonelli; il carteggio ufficiale dell'Osservatorio Ximeniano formatosi sotto la sua direzione è conservato presso l'archivio storico della Provincia Toscana dell'ordine degli Scolopi, che ha sede nell'Osservatorio.